# Штайнвізен
Штайнвізен (нім. Steinwiesen) — громада в Німеччині, розташована в землі Баварія. Підпорядковується адміністративному округу Верхня Франконія. Входить до складу району Кронах.
Площа — 55,08 км2. Населення становить 3415 ос. (станом на 31 грудня 2020).